# Nicolas de Staël. Le vertige et la foi
Nicolas de Staël. Le vertige et la foi est un récit littéraire de Stéphane Lambert paru en 2014 aux éditions Arléa et réédité en 2015 en format de poche chez le même éditeur avec une préface d'Anne de Staël, fille aînée du peintre.

## Résumé
Le récit est conçu en diptyque, successivement du point de vue de Nicolas de Staël et de celui de l'auteur. Dans la première partie, le lecteur suit le flux de pensée du peintre lors d’un trajet nocturne en voiture vers Antibes après quelques jours passés à Paris où il a assisté à deux concerts. Il peindra dans la semaine qui suit sa toile monumentale Le Concert avant de se suicider. Dans la seconde partie, l’auteur reprend le fil du récit, presque soixante plus tard, devant la toile exposée au musée Picasso d’Antibes. De sa naissance à Saint-Pétersbourg à ses derniers jours face à la Méditerranée, en passant par les "voyages fondateurs" en Espagne et au Maroc, il entame alors une traversée de l’œuvre et de la vie de l’artiste pour tenter de saisir ce qui l’a animé. En douze chapitres, Stéphane Lambert brosse le portrait d'un « écorché vif, pris par sa fièvre visionnaire, sa solitude et une tragique fragilité ».

## Commentaires
- La thèse de Stéphane Lambert est que la création artistique repose sur l’équilibre de forces contraires (« le vertige et la foi »[6]) « qui se nourrissent au lieu de s’annuler »[2]. L’auteur montre combien le succès et la pression qu’il entraîne peuvent brouiller le rapport de l’artiste avec sa propre création. Il établit un parallèle entre l’exil de Nicolas de Staël et de Mark Rothko vécu comme un manque originel[4].
- Le texte qui n’est ni une biographie ni un roman est « un trait d’union entre l’essai et la fiction »[7] où l’auteur explore les zones d’ombre de l’artiste en s’appuyant sur sa propre expérience du vivant. Cet aspect est une particularité des écrits de Stéphane Lambert[8]. « Dans un jeu de correspondances, de coïncidences troublantes et de semblants de rapprochements, Stéphane Lambert glisse dans la psyché affolée »[9] du peintre.
- Stéphane Lambert a également consacré à Nicolas de Staël une monographie[10] et une fiction radiophonique[11].